# Cherasco
Cherasco (en français : Quérasque) est une commune de la province de Coni, dans le Piémont, en Italie.

## Histoire
La ville de Cherasco est fondée en 1243[réf. nécessaire], par la volonté du marquis Manfredi Lancia et le podestat d'Alba, Sarlo di Drua.  La construction est effectuée, sur un plateau, à la confluence des rivières du Tanaro et de la Stura; très proche  du village de Cherascotto, qui existait déjà et qui dans l'époque romaine était  nommé   Clarascum.
En 1259, la ville devient autonome.
En 1348, Luchino Visconti s'empare de la ville et y fait bâtir le château, qu'on peut admirer encore de nos jours.
En 1389, Cherasco fait partie de la dot de Valentine Visconti, fille de Jean Galéas Visconti (1351-1402), qui épouse Louis d'Orléans, frère de Charles VI, roi de France.
En 1559, par la paix de Cateau-Cambrésis, la ville revient définitivement à la maison de Savoie.
Le 24 avril 1796, la ville fut prise par les troupes françaises commandées par le général en chef Napoléon Bonaparte. Un armistice y est signé le 28 entre le général Baron de La Tour et le colonel Lacoste, représentants de Victor-Amédée III, roi de Sardaigne et prince du Piémont d'une part, et Napoléon Bonaparte de l'autre. La paix définitive fut signée à Paris le 15 mai 1796.

## Culture
- Le château des Visconti datant (XIVe siècle)
- L'église Sant'Agostino
- L'église San Pietro du (XIIe  —  XIIIe siècle)
- L'église San Martino du (XIIIe  —  XIVe siècle)

## Administration
| Période                                  | Période  | Identité         | Étiquette | Qualité |
| ---------------------------------------- | -------- | ---------------- | --------- | ------- |
| 14 juin 2004                             | En cours | Pier Luigi Ghigo |           |         |
| Les données manquantes sont à compléter. |          |                  |           |         |

### Hameaux
Roreto, Bricco de' Faule, Veglia, Cappellazzo, San Bartolomeo, San Giovanni, Sant'Antonino.

### Communes limitrophes
Bra, Cavallermaggiore, Cervere, La Morra, Marene, Narzole, Salmour.

### Jumelages
- Kiryat-Gat (Israël) ;
- Villars-sur-Var (France) ;
- Möckmühl (Allemagne) depuis 2001 ;
- Piliscsaba (Hongrie) depuis 2005 ;
- Cefa (Roumanie) depuis 2006.